# Rupert II van Laurenburg
Rupert II van Laurenburg († ca. 1159), Duits: Rupert II. Graf von Laurenburg, was graaf van Laurenburg en een van de voorouders van het Huis Nassau.

## Biografie
Rupert was een zoon van graaf Rupert I van Laurenburg en Beatrix van Limburg, een dochter van graaf Walram II ‘de Heiden’ van Limburg en Jutta van Gelre (een dochter van graaf Gerhard I van Gelre).
Rupert wordt tussen 1154 en 1158 vermeld als graaf van Laurenburg. Hij regeerde samen met zijn broer Arnold II.
Rupert en Arnold worden, samen met hun moeder, voor het laatst vermeld in een oorkonde gedateerd 1 april 1158.

## Onzekerheid over echtgenote en kinderen
Door het ontbreken van gegevens is er veel onbekend over de vroege Laurenburgers en Nassaus, inclusief de exacte familierelaties. Misschien heette de vrouw van Rupert eveneens Beatrix, van hem is echter geen huwelijk vermeld. Hij zou als oom van graaf Rupert III van Nassau heel goed de vader van graaf Walram I van Nassau kunnen zijn, die dan als neef, graaf Herman van Nassau, de zoon van Rupert III, opvolgde.

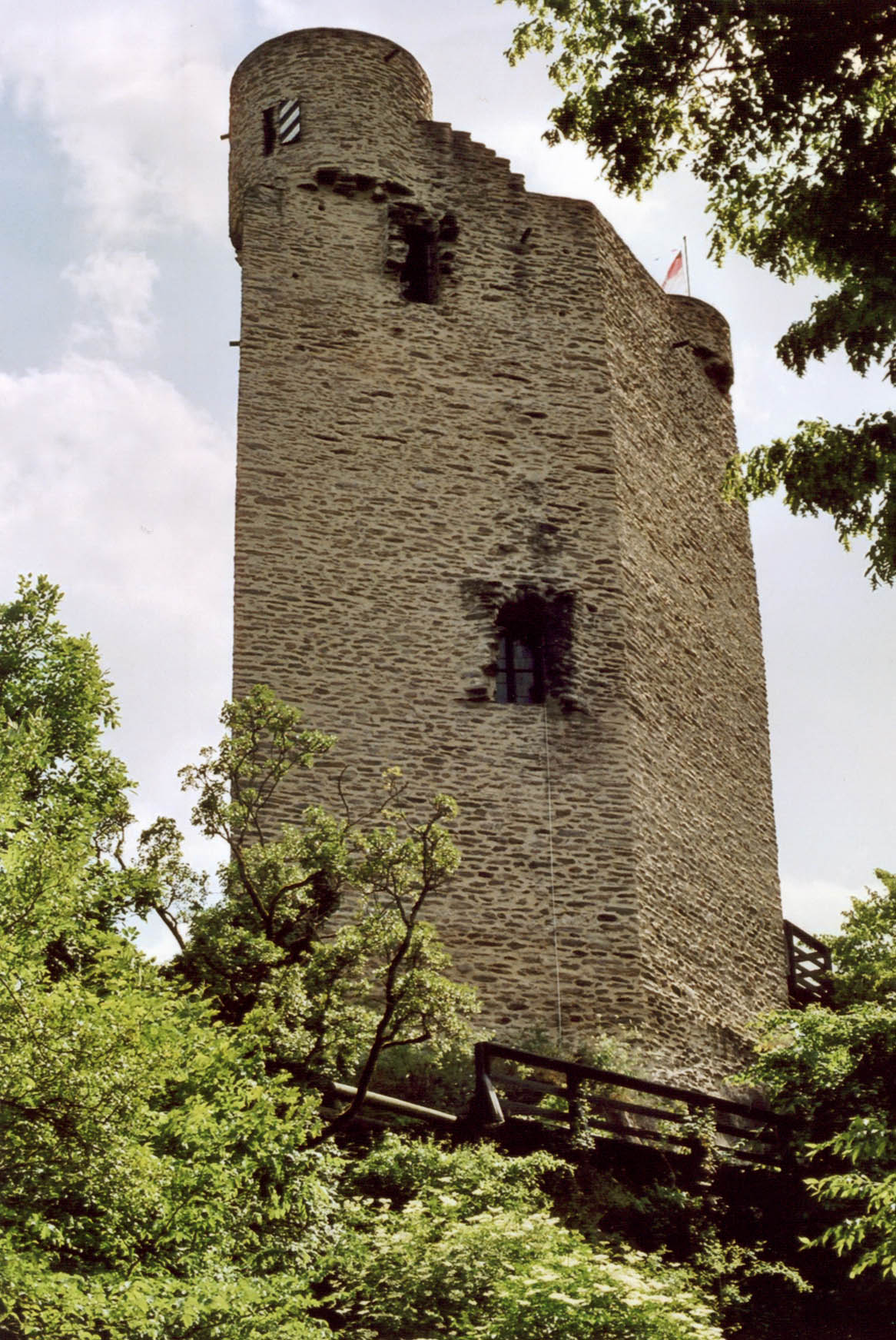
De Burcht Laurenburg
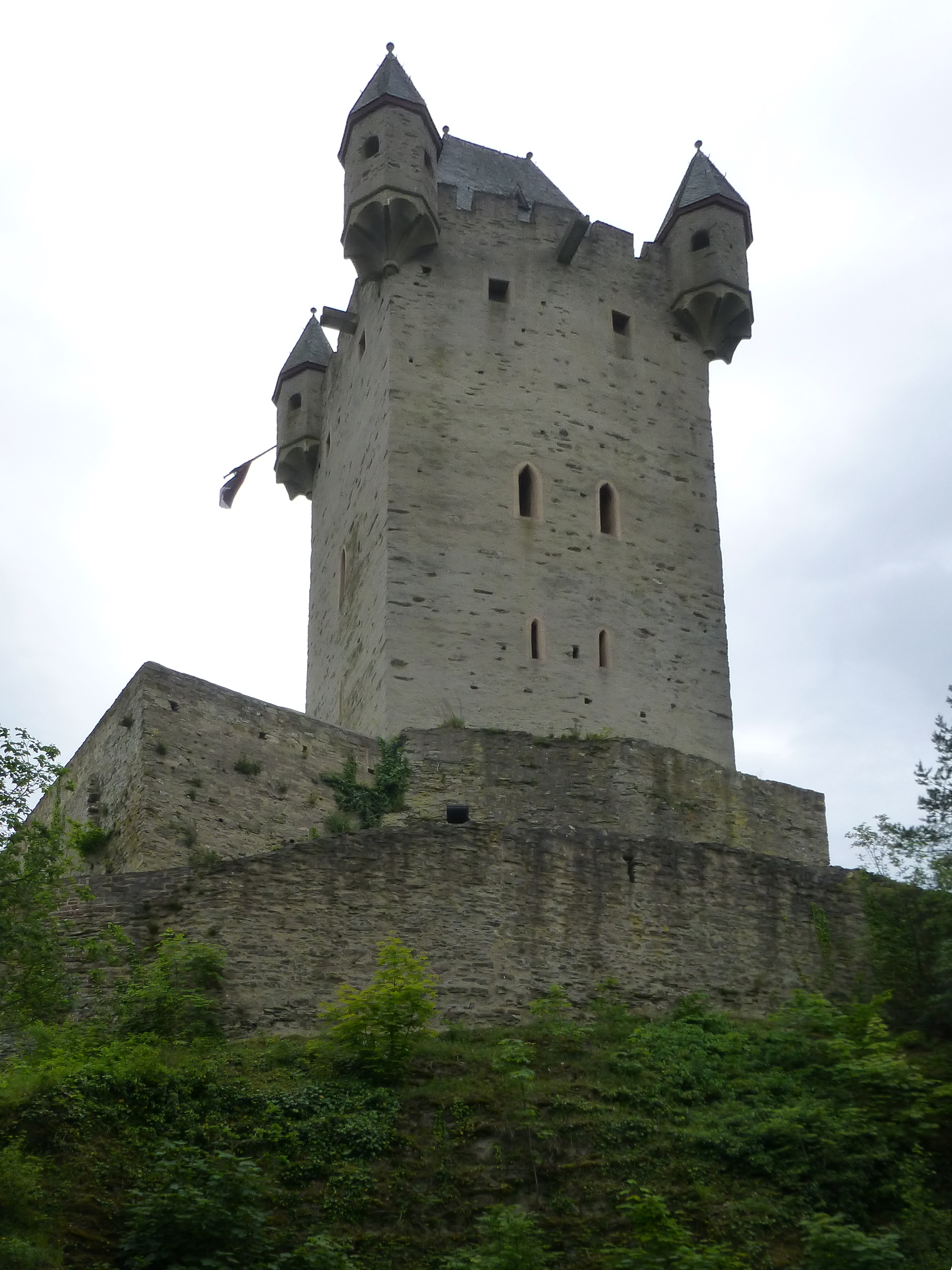
De Burcht Nassau